# العلاقات البوروندية الروسية
العلاقات البوروندية الروسية هي العلاقات الثنائية التي تجمع بين بوروندي وروسيا.

## مقارنة بين البلدين
هذه مقارنة عامة ومرجعية للدولتين:
| وجه المقارنة                                              | بوروندي                                    | روسيا                                   |
| --------------------------------------------------------- | ------------------------------------------ | --------------------------------------- |
| المساحة (كم2)                                             | 27.83 ألف                                  | 17.08 مليون                             |
| عدد السكان (نسمة)                                         | 10.86 مليون                                | 146.80 مليون                            |
| الكثافة السكانية (ن./كم²)                                 | 390.23                                     | 8.59                                    |
| العاصمة                                                   | بوجومبورا، جيتيغا                          | موسكو                                   |
| اللغة الرسمية                                             | اللغة الكيروندية، لغة فرنسية، لغة إنجليزية | اللغة الروسية                           |
| العملة                                                    | فرنك بوروندي                               | روبل روسي                               |
| الناتج المحلي الإجمالي (بليون دولار)                      | 3.48 مليار                                 | 1.58 تريليون                            |
| الناتج المحلي الإجمالي (تعادل القوة الشرائية) بليون دولار | 8.13 مليار                                 | 3.69 تريليون                            |
| الناتج المحلي الإجمالي الاسمي للفرد دولار أمريكي          | 277                                        | 9.09 ألف                                |
| الناتج المحلي الإجمالي للفرد دولار أمريكي                 | 77                                         |                                         |
| مؤشر التنمية البشرية                                      | 0.400                                      | 0.798                                   |
| رمز المكالمات الدولي                                      | +257                                       | +7                                      |
| رمز الإنترنت                                              | .bi                                        | .ru، .рф، .рус ‏، .su                    |
| المنطقة الزمنية                                           | ت ع م+02:00                                | Magadan Time ‏، ت ع م+02:00، ت ع م+12:00 |

## منظمات دولية مشتركة
يشترك البلدان في عضوية مجموعة من المنظمات الدولية، منها:
| علم المنظمة | اسم المنظمة                        | تاريخ انضمام بوروندي | تاريخ انضمام روسيا |
| ----------- | ---------------------------------- | -------------------- | ------------------ |
|             | مؤسسة التنمية الدولية              | 28 سبتمبر 1963       | 16 يونيو 1992      |
|             | يونسكو                             | 16 نوفمبر 1962       | 21 أبريل 1954      |
|             | مؤسسة التمويل الدولية              | 28 نوفمبر 1979       | 12 أبريل 1993      |
|             | منظمة حظر الأسلحة الكيميائية       | ?                    | ?                  |
|             | الأمم المتحدة                      | 18 سبتمبر 1962       | 24 أكتوبر 1945     |
|             | الاتحاد الدولي للاتصالات           | 16 فبراير 1963       | 1866               |
|             | منظمة الشرطة الجنائية الدولية      | ?                    | 27 سبتمبر 1990     |
|             | البنك الدولي للإنشاء والتعمير      | 28 سبتمبر 1963       | 16 يونيو 1992      |
|             | الاتحاد البريدي العالمي            | ?                    | ?                  |
|             | وكالة ضمان الاستثمار متعدد الأطراف | 10 مارس 1998         | 29 ديسمبر 1992     |
|             | منظمة التجارة العالمية             | 23 يوليو 1995        | 22 أغسطس 2012      |

## وصلات خارجية
- موقع وزارة الخارجية الروسية